# Coupe des Pays-Bas de football 1973-1974
Navigation
Édition précédente Édition suivante
La Coupe des Pays-Bas de football 1973-1974, nommée la KNVB beker, est la 56e édition de la Coupe des Pays-Bas. La finale se joue le 1er mai 1974 au stade Feijenoord à Rotterdam.
Le club vainqueur de la coupe est qualifié pour la Coupe d'Europe des vainqueurs de coupe de football 1974-1975.

## Finale
Le PSV Eindhoven bat le NAC Breda 6 à 0 et remporte son deuxième titre, Willy van der Kuijlen marque un triplé pendant cette finale.